# Dănceni, Ialoveni
Dănceni (pronunție în română [dənˈt͡ʃenʲ]) este un sat din raionul Ialoveni, Republica Moldova. Este amplasat pe un deal pe malul unui bazin de acumulare a râului Ișnovăț, Lacul Dănceni. Satul se află la 11 km de capitala Republicii Moldova, Chișinău, pe direcția sud-vest. Se învecinează cu localitățile Suruceni, Chișinău, Ialoveni, Sociteni și Ruseștii Noi. Un drum important, șoseaua Hîncești, trece prin sud. Există o 'rutieră' sau microbuz, care leagă Dănceni de Suruceni și Chișinău.
În localitate se află școala profesională „ȘP nr. 11”, gimnaziul „Alexandrina Rusu”, grădinița „Albinuța”, biblioteca publică „Andrei Vartic”, un centru medical, gospodării piscicolă și silvică, și o fermă de păsări. Există un cimitir, și o biserică numită „Sfântul Dumitru”.

## Istoric și etimologic

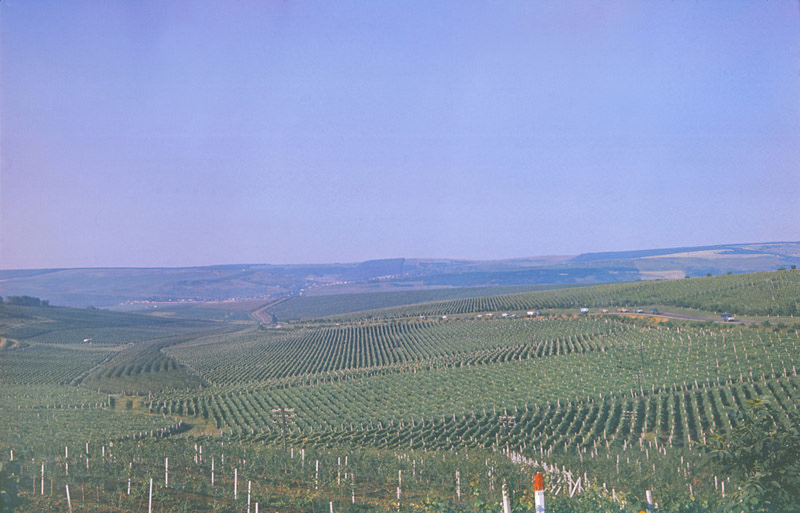
Podgoriile de la Dănceni (1980).

Denumirea localității provine de la numele boierului Danciu Ureche, a cărui moșie ar fi fost situată în acest loc anume.
Numele „Danciu” poate fi considerat ca derivat din numele „Daniel”, „Dan”, sau din „-dan” ca în numele „Bogdan” și „Iordan”. Danciu are legături cu familia Ureche din Moldova; cronicarul Grigore Ureche fiind cel mai cunoscut membru.

Prima mențiune documentată a localității este actul din 16 aprilie 1617 (7125). Actul este un document emis de Radu Mihnea, care confirmă și acordă drepturi de proprietate boierului Ureche, specific asupra moșiilor sale dobândite în mod legitim, prin cumpărături și danii domnești. Documentul enumeră diverse sate și moșii din Moldova și Bucovina, subliniind faptul că acestea aparțin lui Ureche. Printre proprietățile menționate se află satul "Dancini" de pe râul Ișnovăț,
„1617, Aprilie 16.
 
Adecă al nostru credincios cinstit boiarin, dumnealui Ureche marile vornic m-am milostivit domnia me cu o asabită a noastră milă Dumnezească, am dat și am întărit a lui dripte ocine și moșii, cumpărături și danii domnești, toate satile care are în țara domniei mele și de moșie de cumpărături și de danie dintr-a lui dripte drese mărturii ci-au avut dela alții domni mai dinainte [...] și satul Dancini pe Ișnovăț și partea lui din satul Culii din Ișnovăț...”—"Ispisoc" de la Radu Mihnea, 

Stema și steagul au fost aprobate pentru utilizare în 2013 și se bazează pe semnul original a familiei boierului Ureche.

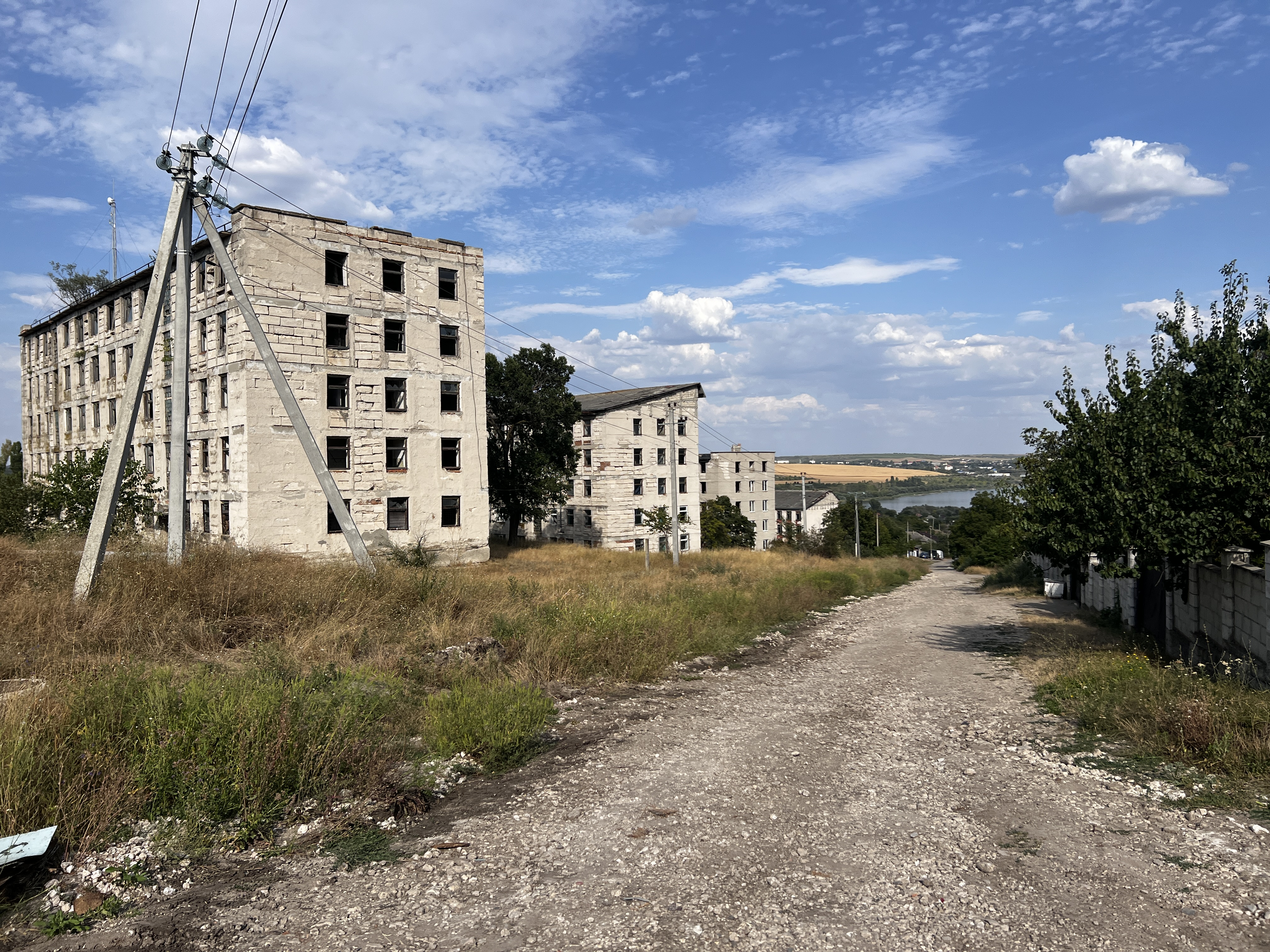
Cămine abandonate.

În anii 1974 și 1978, în partea de vest a satului, a fost descoperită o necropolă, care conținea aproximativ 300 de morminte din secolele III și IV d.Hr., vase fine de ceramică, amfore romane, fibule de bronz și argint și alte obiecte. În anul 1980, la marginea de est a satului Dănceni, a fost descoperită o așezare cu straturi culturale din perioada neolitică (mileniul V î.Hr.) și Evul Mediu timpuriu (secolele V-VII d.Hr.). S-a constatat că necropola Dănceni II se numără printre cele mai mari locuri de înmormântare cunoscute în Republica Moldova, unde au fost descoperite 405 înmormântări umane, cea mai mare parte aparținând perioadei romane, fiind atribuită culturii Sântana Mureș-Cerneahov din secolul al III-a și al IV-lea. Singurul loc de înmormântare cunoscut exclusiv pentru femei din întreaga regiune de nord-vest a Mării Negre se află în Dănceni și este datat în jurul secolelor VI și VII.
Potrivit unui act din 1777, moșia lui Dănceni a fost dată de voievodul Grigore Alexandru Ghică lui Foma Dimache. Conform recensământului din 1772-1773, satul Dănceni, aflat în proprietatea diverșilor boieri, făcea parte din moșia Botna, județul Orhei-Lăpușna. La începutul secolului al XIX-lea, proprietarul devine moșierul Casian Suruceanu, care deținea și moșii în Mileștii, Negrești, Pojăreni, Rusești, Suruceni.
În 1915, în plin Primul Război Mondial, Dănceni avea 788 de locuitori, toți de origine română. În 1923, primarul comunei era Ștefan Corduneanu. În timpul celui de-al Doilea Război Mondial, orașul, la fel ca toate localitățile republicii, a suferit foarte mult. Aproximativ 120 de bărbați au fost mobilizați și trimiși pe front, dintre care 43 de săteni și-au pierdut viața.
Economia Dăncenii, în a doua jumătate a secolului al XX-lea, a trecut printr-o serie de schimbări când a fost încorporată în RSSM nou formată în timpul și după încheierea războiului. Pentru a redistribui bogăția din familiile culaci exploatatoare, a fost instituită o reformă agrară. În 1947, s-a format o fermă colectivă, sau colhoz, numită „Stalin”, cu acordul și cooperarea a 28 de gospodării, pentru a stimula producția agricolă din regiune. În anii 60-70, gospodăria colectivă din sat a devenit parte a sovhozului „Vierul”, sau a fermei de stat, și o fabrică la Suruceni. Între 1970 și 1989, herghelia și fermă de lapte „Dănceni” au funcționat în oraș și la margini, care cuprindea și satul Sociteni. Aceste ferme au devenit renumite pentru produsele lor de înaltă calitate și producția mare, în interiorul republicii și dincolo de granițele acesteia.
În sat era o biserică de lemn, construită în 1806, iar în locul ei în 1878, moșierul Suruceanu a ridicat o nouă biserică de piatră, care a fost distrusă în anii 1960. La 8 noiembrie 1998 a fost inaugurată noua biserică „Sf. Dumitru”, ctitorii fiind Alexandru și Alexandrina Rusu.

Schimbarea localității Dănceni pe parcursul anilor 1966-2022.

Prima școală elementară din Dănceni a fost deschisă în 1894. În anul 1988 a fost finalizată construcția noului gimnaziu „Alexandrina Rusu”, anul 1989 fiind primul an de funcționare al școlii. Oferă educație până în clasa a IX-a.

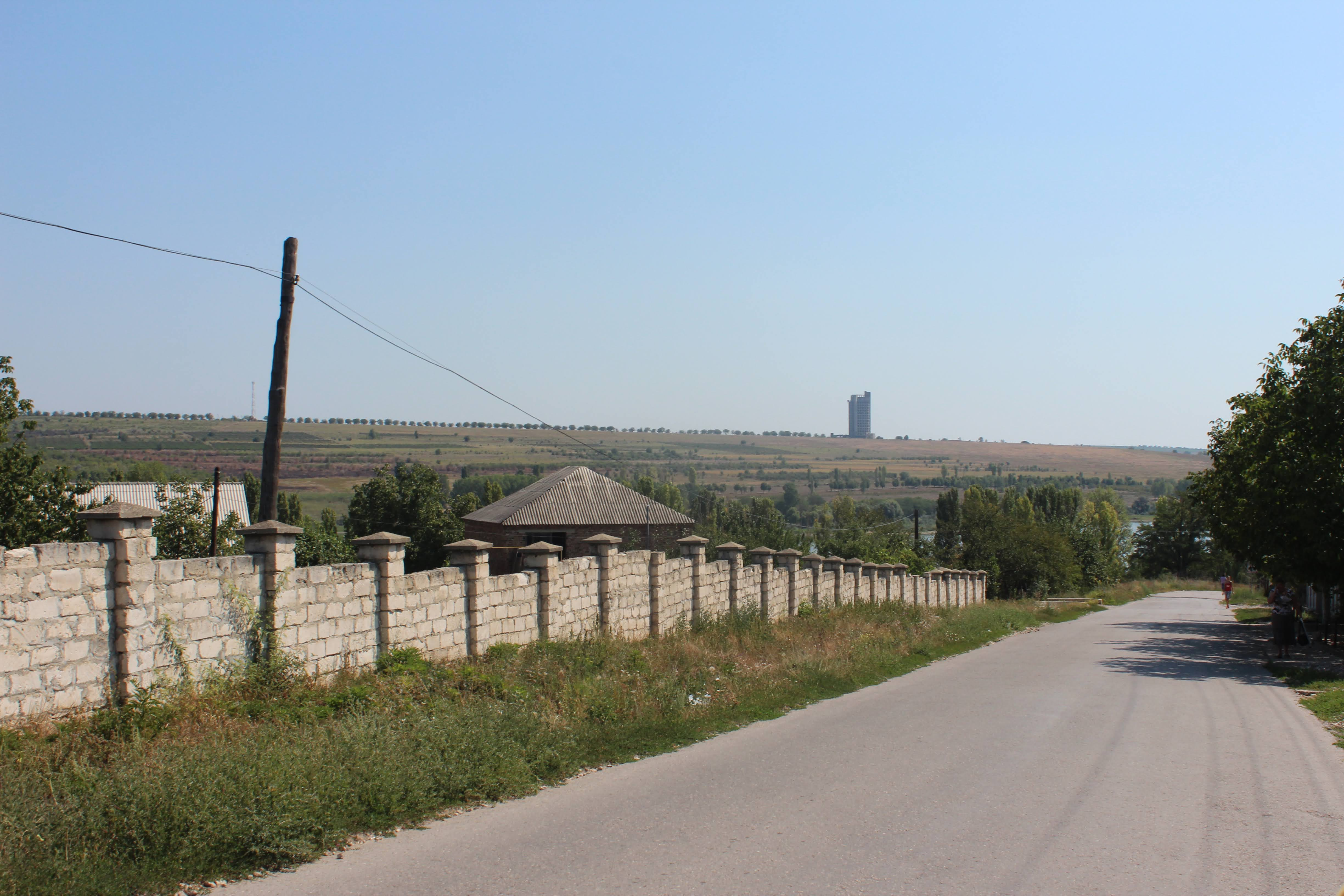
Vedere pe strada principală care iese din sat. Se vede turnul abandonat pe fundal.

Lângă sat exista de sute de ani un mare lac, întrucât chiar în 1777 se menționa „Lacul Mare al Dănceni”. Bazinul de acumulare prezent acum în valea adiacentă Dănceni a fost un proiect realizat de către planificatorii sovietici, început în anii 60 și terminându-se la începutul anilor 80, cu scopul: de a reduce problemele inundațiilor; crearea unei surse mari de apă pentru îmbunătățirea agriculturii colective; și pentru piscicultură experimentală. Datorită creșterii constante a populației de-a lungul deceniilor, pe lunca inundabilă a râului Ișnovăț existau iazuri și canale mici, care funcționau ca irigații pentru agricultură și pentru a profita de pământul jos și plat. Planul noului sat, unde locuiește acum majoritatea populației, a fost întocmit în 1975, etapa finală a început odată cu creșterea rapidă a volumului lacului. Oamenii care locuiau chiar pe marginea văii râului, care acum se umpleau, au fost primii care au fost mutați treptat din vechiul sat, la o înălțime mai înaltă. Guvernul sovietic le-a dat materiale de construcție gratuite și loturi mai mari de teren. Până la sfârșitul anului 1982, majoritatea locuitorilor s-au mutat din orașul vechi, iar casele rămase au început să fie demolate sau abandonate. Configurația actuală a localității prinsese contur la sfârșitul anilor 80, cu asfaltarea majorității drumurilor și deschiderea grădiniței și școlii.
În 1980, flacăra olimpică a fost dusă prin multe sate din Moldova în drum spre Moscova pentru Jocurile Olimpice de vară și a trecut pe lângă Dănceni pe ceea ce este acum cunoscut sub numele de „Strada Olimpicilor”. 368 de sportivi moldoveni au purtat torța la un moment dat în drum spre Moscova.

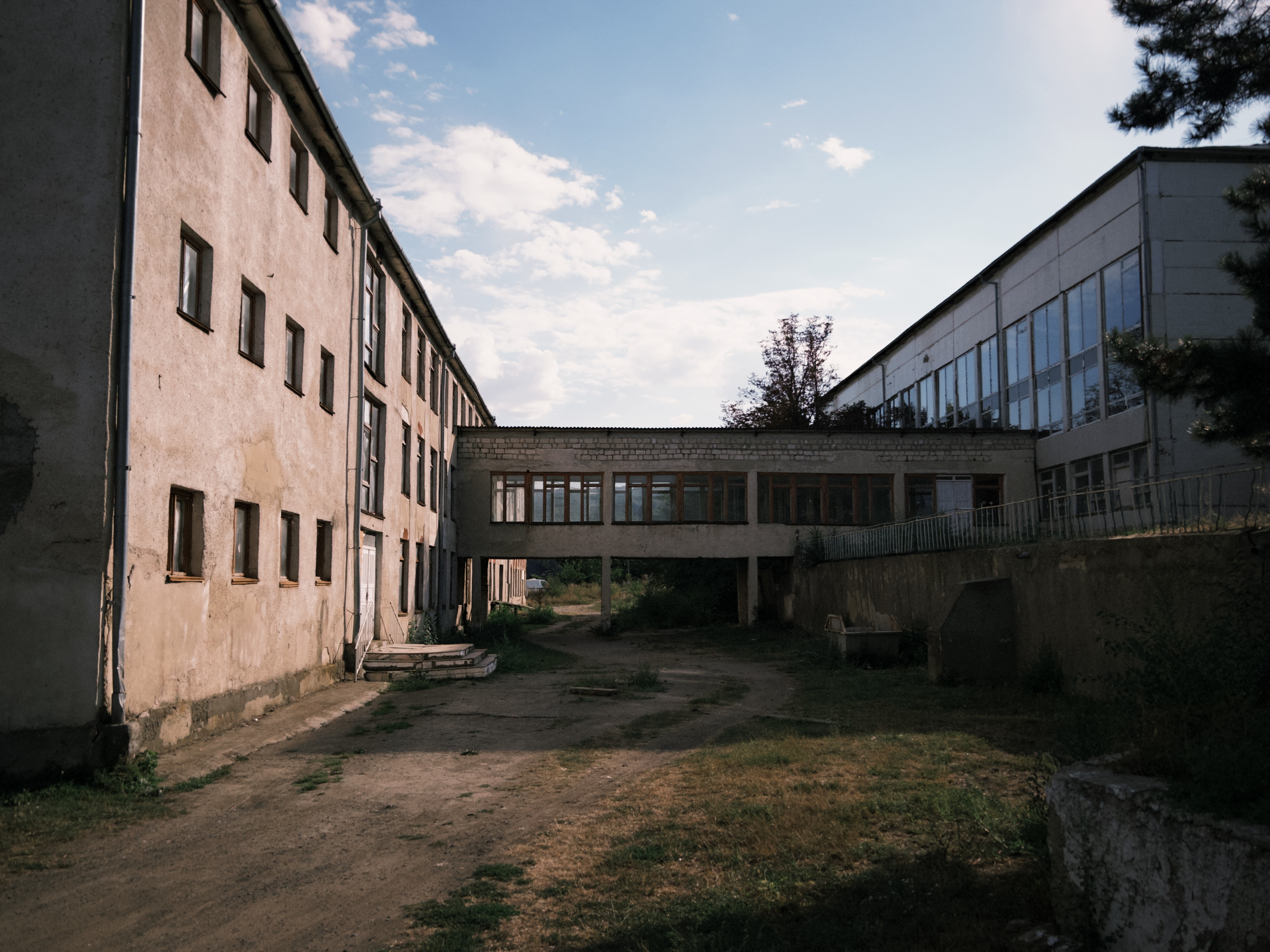
Clădiri sovietici.

La sfârșitul anilor 1980, a fost realizat un plan sovietic de a construi un sediu în scopuri vinicole. Până la urmă, această clădire de 75 m și cu 16 etaje nu s-a finalizat și acum stă ca o structură de beton în degradare pe dealul vizavi de Dănceni, lângă Ialoveni. Există un risc mare de prăbușire, iar clădirea are o înclinare de câteva grade. Este folosit frecvent de săritorii pe frânghie, dar a fost folosit anterior și ca loc pentru antrenarea pompierilor.
Primele clădiri care au fost construite pe deal au fost zona școala profesională și căminele pentru studenți construite de stat, care, deși odată animate și active, au rămas nefolosite după căderea Uniunii Sovietice și rămân abandonate și dărăpănate până astăzi. Prăbușirea URSS a început o eră de stagnare substanțială în construcții și multe planuri pur și simplu nu s-au realizat, din cauza multor factori dintre care, neoliberalismul, terapia șocului și măsurile de austeritate sunt principalele. Această schimbare masivă a adus, de asemenea, o creștere a șomajului, sărăciei și criminalității, în special spargeri violente de case și furturi. Rata natalității și înscrierea la școală au scăzut în timp ce emigrația a crescut, mai ales începând cu anii 2000. În cadrul procesului de privatizare datorat independenței, între 1989 și 1993, renumita fermă de stat a fost complet distrusă și abandonată, inclusiv sistemul complex de irigații, accelerat parțial din cauza corupției capitaliste, mită și scandaluri de afaceri.
În timpul Războiului din Transnistria, în 1992, gimnaziul „Alexandrina Rusu” a fost folosit ca adăpost pentru 420 de refugiați din satul Cocieri.
În ultimii ani, orașul a primit multă finanțare de la UE pentru proiecte de construcție și infrastructură, inclusiv reînnoirea drumurilor, construcția de trotuare și reamenajarea generală a localității. În 2021, a fost construit un nou centru de epurare a apei, iar sistemul de canalizare pentru Dănceni a fost extins și modernizat după mulți ani de stagnare în construcție, apa potabilă ajungând la conducte în 2024.

## Geografie
Dănceni este situat pe malul bazinului de acumulare, Lacul Dănceni, care se află pe valea râului Ișnovăț. Lacul are o capacitate de 4 milioane m3 și o suprafață de 2,2 km2. Adâncimea sa maximă este de aproximativ 11 metri. În ultimii ani, lacul a regresat oarecum, mai ales în timpul secetei, partea cea mai nordică fiind cea mai afectată și preluată de multe stufări și ierburi înalte. Aceste stufuri au fost incendiate în mai 2024, deoarece pelicanii care de obicei se opresc să se hrănească la lac în migrațiile lor anuale s-au dovedit dificile pentru pescari. O groapă de gunoi neautorizată de pe marginea de vest a orașului Dănceni a crescut în mărime în anii 2000 și există îngrijorări că poluarea cu plastic provoacă substanțe chimice toxice să se scurgă în pământ și sursele de apă care se varsă în lac. În 2009, a existat o mare îngrijorare că o schemă NATO din 2002 de a elimina combustibilul pentru rachete de la o unitate militară din apropierea orașului a contaminat solul și a creat un dezastru ecologic, prin turnarea a 50 de tone de mélange într-o zonă defrișată de pădure.

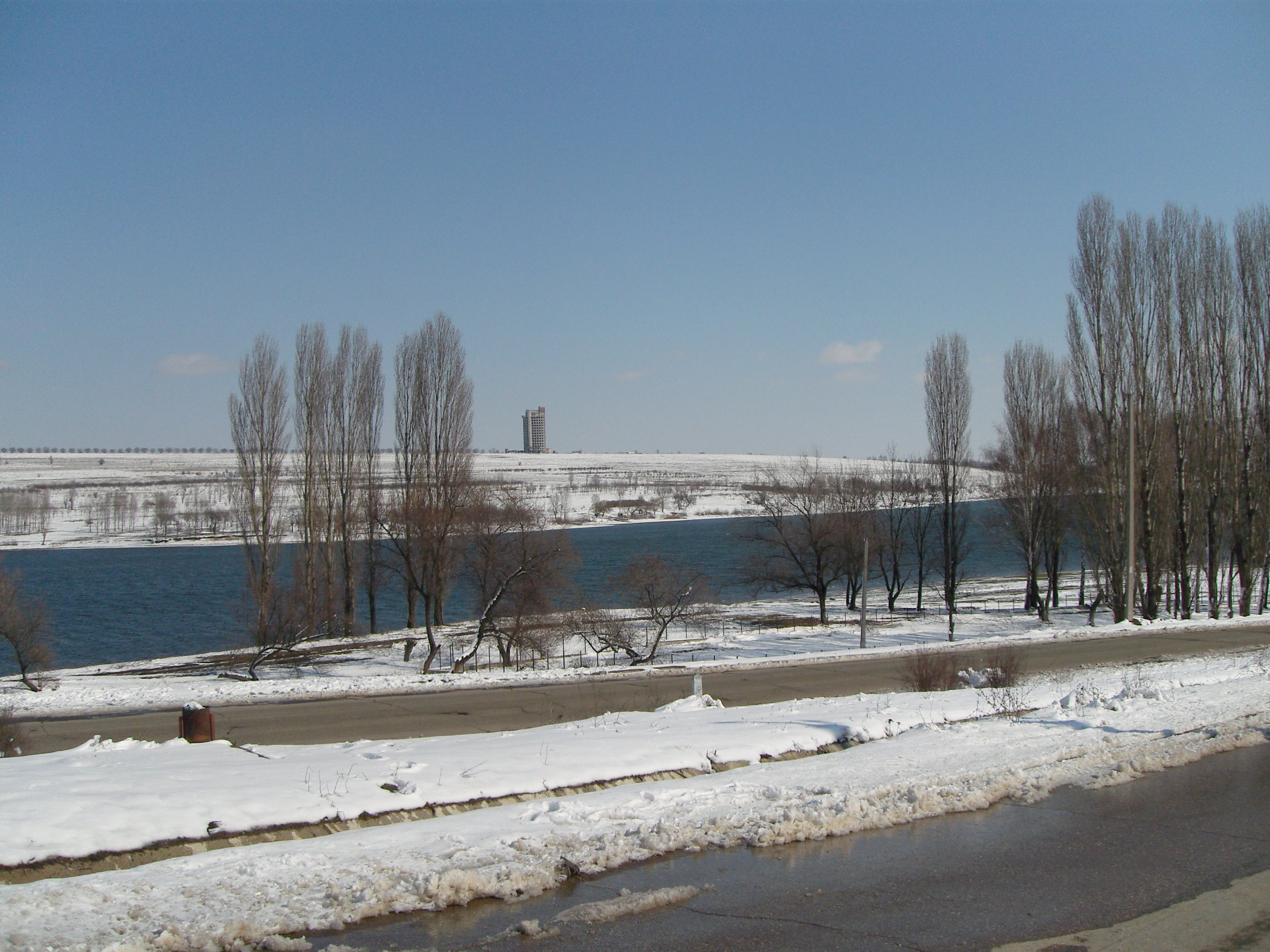
Lacul Dănceni în zăpadă.

Relieful satului s-a format după regresul Mării Sarmatice, care a dispărut cu aproximativ 5 milioane de ani în urmă. Este situat pe un podiș sau deal larg care se ridică abrupt dinspre nord și înclină spre est. Cea mai mare cotă din apropierea pădurii este de 220 de metri, în timp ce cea mai joasă altitudine de lângă Poiana Pinului este de 80 de metri. 

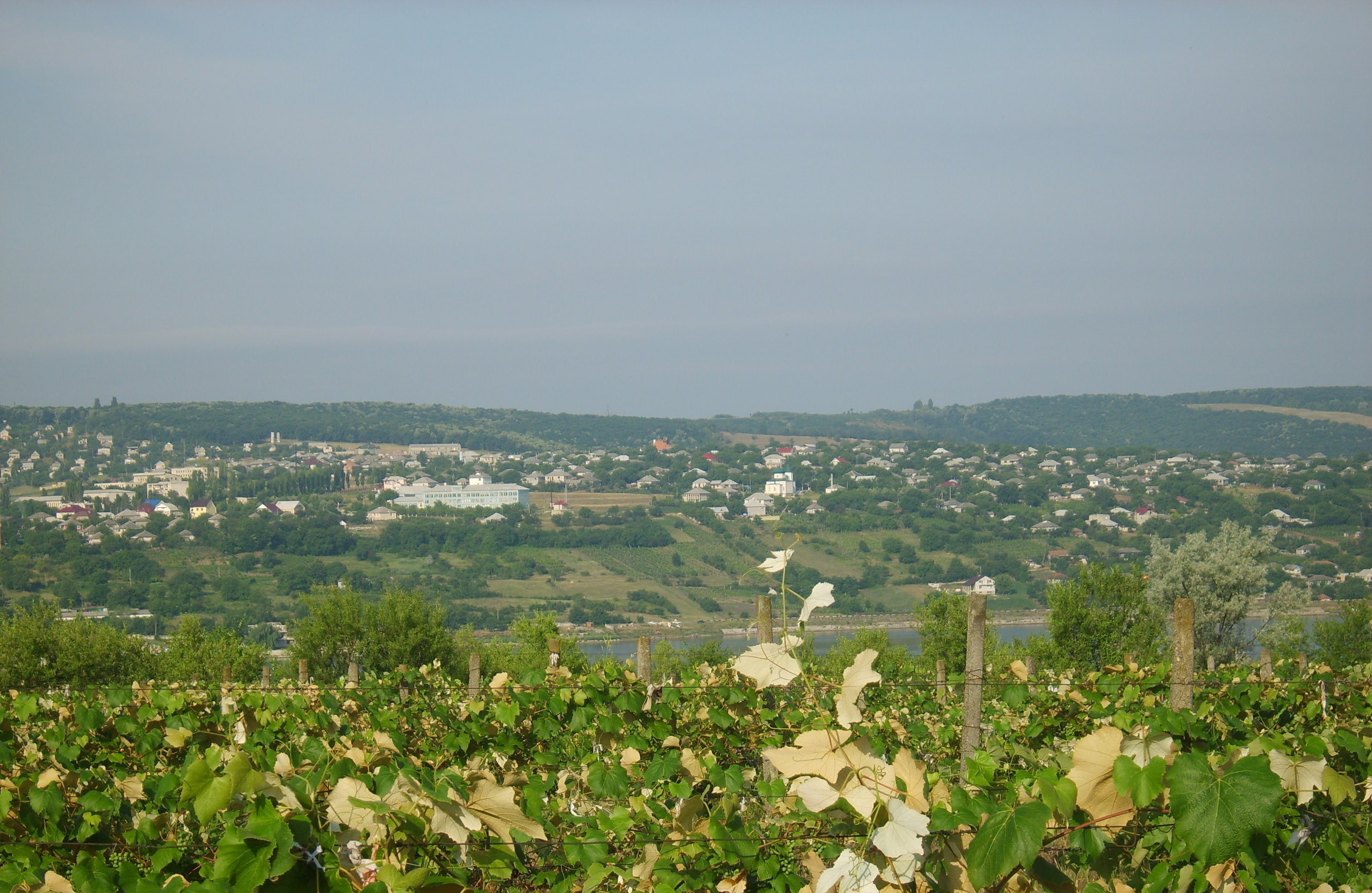
Dănceni de peste lac.

Dănceni are o climă continentală umedă (clasificarea climatică Köppen Dfa) caracterizată prin veri lungi și calde și ierni reci și vântoase. Variațiile sezoniere extreme nu sunt neobișnuite. Temperaturile minime de iarnă sunt adesea sub 0 °C, deși scad sub -10 °C în unele ocazii, pentru perioade scurte de timp. Cele mai multe ierni văd, de asemenea, un val de frig sub formă de viscol, de obicei dinspre est, care provoacă o zăpadă mare care poate dura mult timp. Vara, temperatura medie maximă este de aproximativ 28 °C, cu toate acestea, temperaturile ajung ocazional la 35 până la 40 °C la mijlocul verii. Deși precipitațiile și umiditatea medie în timpul verii sunt relativ scăzute, pot exista furtuni rare, dar puternice, care pot crește umiditatea și pot provoca inundații la altitudini mai joase. Iunie este luna cu cele mai multe precipitații în medie, contribuind la un total mediu de 555 de milimetri de ploaie pe an. Dănceni vede mult soare în comparație cu orașele vest-europene la aceeași latitudine, mai ales în lunile mai calde. Totalul mediu pe an este de aproximativ 2.277 de ore.

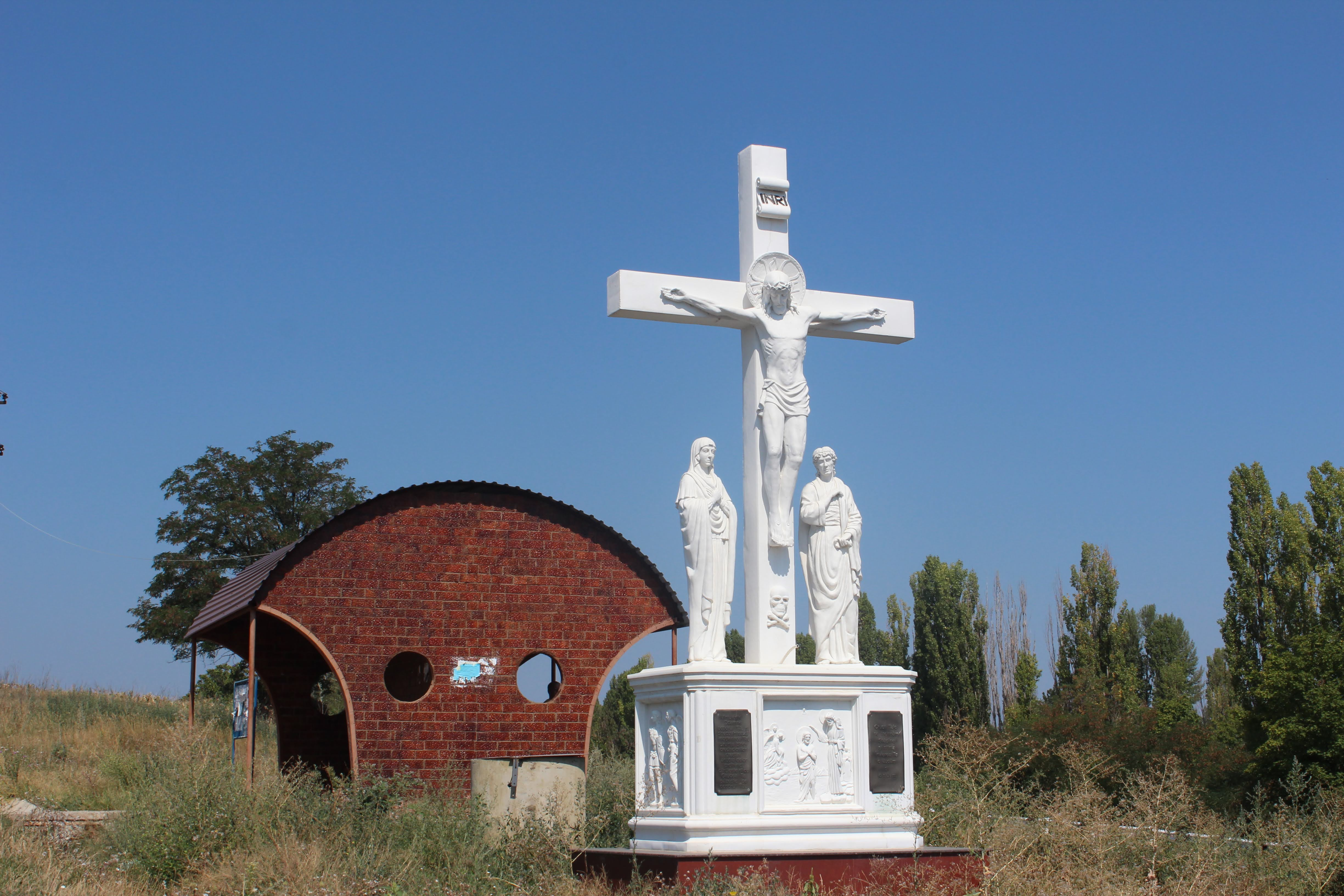
Intrarea în Dănceni.

Temperaturile din primăvară și toamnă tind să prezinte o variație diurnă mare, iar maximele variază între 16 și 25 °C. Precipitațiile din această perioadă sunt, de obicei, mai scăzute decât vara, însă perioadele de ploaie sunt mai frecvente, deși mai blânde.
Multe specii diferite de copaci și ierburi locuiesc în regiune, majoritatea copacilor fiind situați la altitudini mai înalte din sat, fiind o parte a pădurii mari. Viile acoperă majoritatea dealurilor, deoarece strugurii cresc foarte bine în clima din centrul Moldovei. Porumbul și grâul sunt, de asemenea, două culturi populare, care au devenit elemente de bază ale zonei rurale moldovenești, alături de cartofi, roșii și ardei. Printre fructe, piersici, prune, mere, cireșe, pepeni și o mare varietate de fructe de pădure sunt cultivate și recoltate pe tot parcursul anului, pe câmpuri și în grădinile casnice.

## Atracții
În Dănceni, există numeroase atracții turistice situate în apropierea lacului. Aceste locuri profită din plin de atmosfera lacului, în special pe timpul verii, când se organizează numeroase petreceri, festivaluri, și nunți. Printre aceste atracții se numără „Poiana Pinului”, o zonă cu un rând de pini de lângă lac, barajul de la capătul lacului, popular printre pescari, și mai multe pontoane sau terase amplasate pe malul lacului. La cele mai mari altitudini din Dănceni se află o pădure întinsă, îndrăgită pentru picnicuri și care găzduiește o mini grădină zoologică numită „Bârlogul Ursului”.

## Administrație și politică

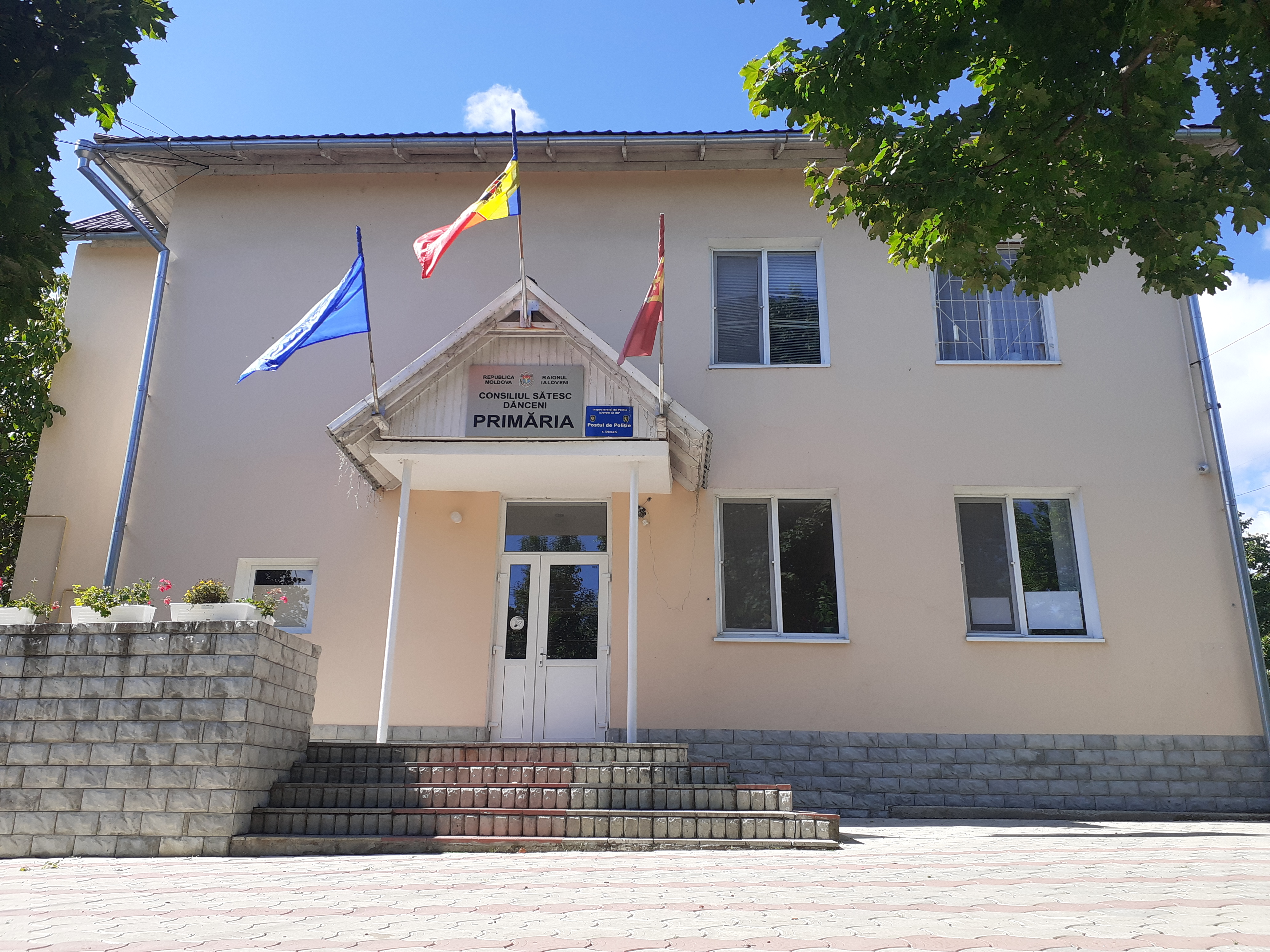
Primăria din Dănceni.

Componența Consiliului local Dănceni (11 consilieri), ales la 5 noiembrie 2023, este următoarea:
|  | Partid                                        | Consilieri | Componență | Componență | Componență | Componență | Componență | Componență | Componență |
|  | --------------------------------------------- | ---------- | ---------- | ---------- | ---------- | ---------- | ---------- | ---------- | ---------- |
|  | Partidul Acțiune și Solidaritate              | 7          |            |            |            |            |            |            |            |
|  | Candidat independent EGOR VÎRLAN              | 1          |            |            |            |            |            |            |            |
|  | Candidat independent RADU BIVOL               | 1          |            |            |            |            |            |            |            |
|  | Partidul Dezvoltării și Consolidării Moldovei | 1          |            |            |            |            |            |            |            |
|  | Candidat independent CĂLIN URSU               | 1          |            |            |            |            |            |            |            |

## Demografie
Conform recensământului din 2014, populația orașului era de 2406, ceea ce reprezintă o scădere față de anul 2004, când se înregistrau 2796 de locuitori. Dintre cei 2406, 1209 sunt bărbați, iar 1197 sunt femei.

Ca și în restul Moldovei în ultimele două decenii, satul Dănceni a cunoscut o emigrare în masă, contribuind la scăderea mare a populației.
Compoziția etnică a satului Dănceni (2014)
     Moldoveni* (86,24%)
     Români (8,77%)
     Ruși (1,37%)
     Ucraineni (1,25%)
     Romi (1,08%)
     Nedeclarați (0,67%)
     Bulgari (0,33%)
     Alți (0,25%)
Compoziția lingvistică a satului Dănceni (2014)
     Moldovenească* (50,83%)
     Română (45,8%)
     Rusa (2,29%)
     Nedeclarate/Alte (0,96%)
Populația pe sexe:
| Anul | Bărbat | Femeie | Total |
| ---- | ------ | ------ | ----- |
| 2004 | 1492   | 1304   | 2796  |
| 2014 | 1209   | 1197   | 2406  |

Evoluția numărului de locuitori:
| Anul | Numărul de locuitori | Sursa                                             |
| ---- | -------------------- | ------------------------------------------------- |
| 1904 | 1090                 | Dicționarului Geografic an. 1904 de Zamfir Arbore |
| 2004 | 2796                 | Recensământul populației din 2004                 |
| 2014 | 2406                 | Recensământul populației din 2014                 |

Note de subsol:
*Există o controversă în derulare cu privire la identificarea etnică a moldovenilor și românilor.
*Limba moldovenească este unul dintre cele două denumiri locale pentru limba română în Moldova. În 2013, Curtea Constituțională a Moldovei a interpretat că articolul 13 din constituție este înlocuit de Declarația de independență, dând astfel statut oficial numelui de român. În 2023, Parlamentul Moldovei a aprobat o lege privind referirea la limba națională ca română în toate textele legislative și în constituție.

## Galerie de imagini

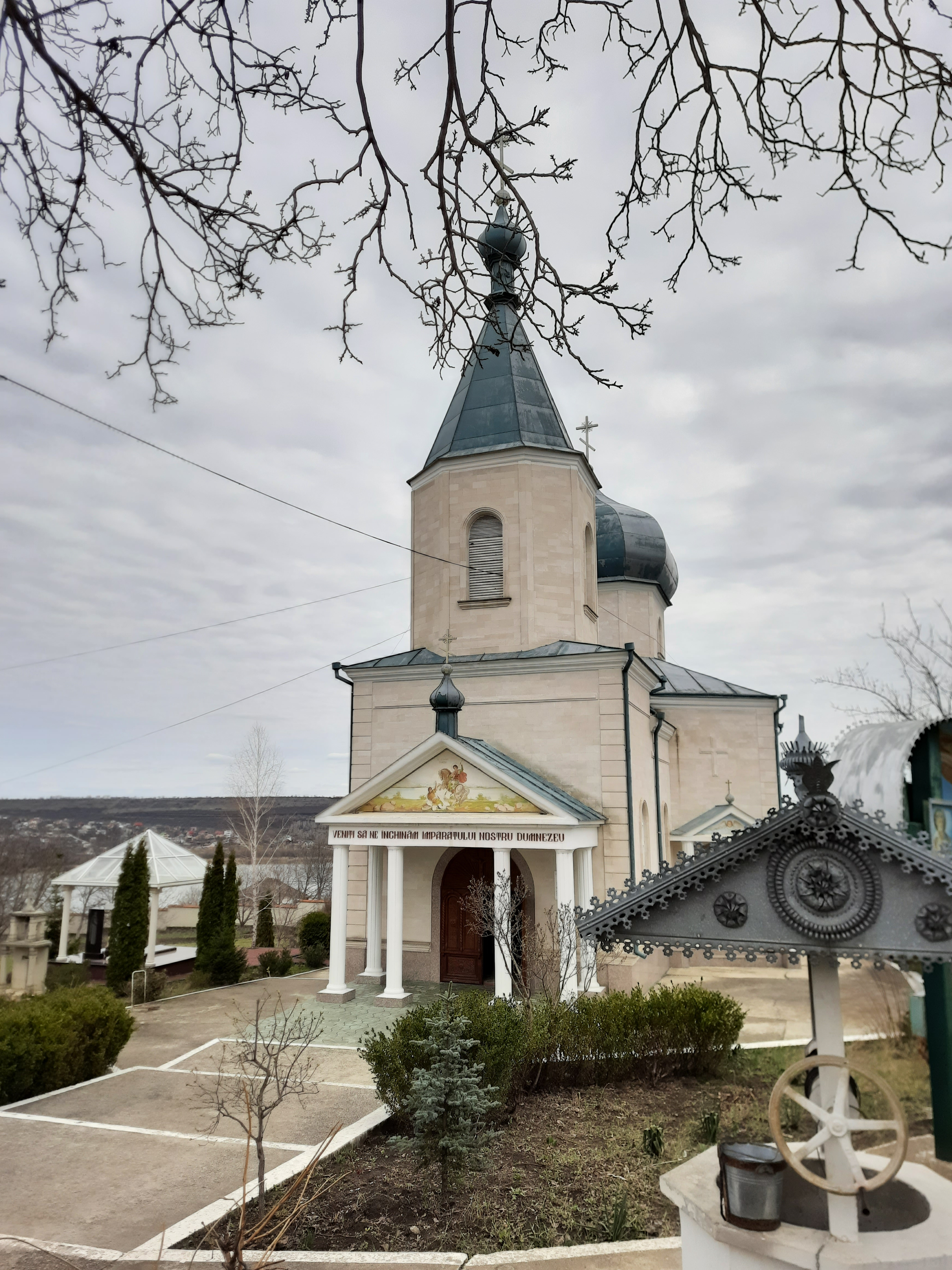
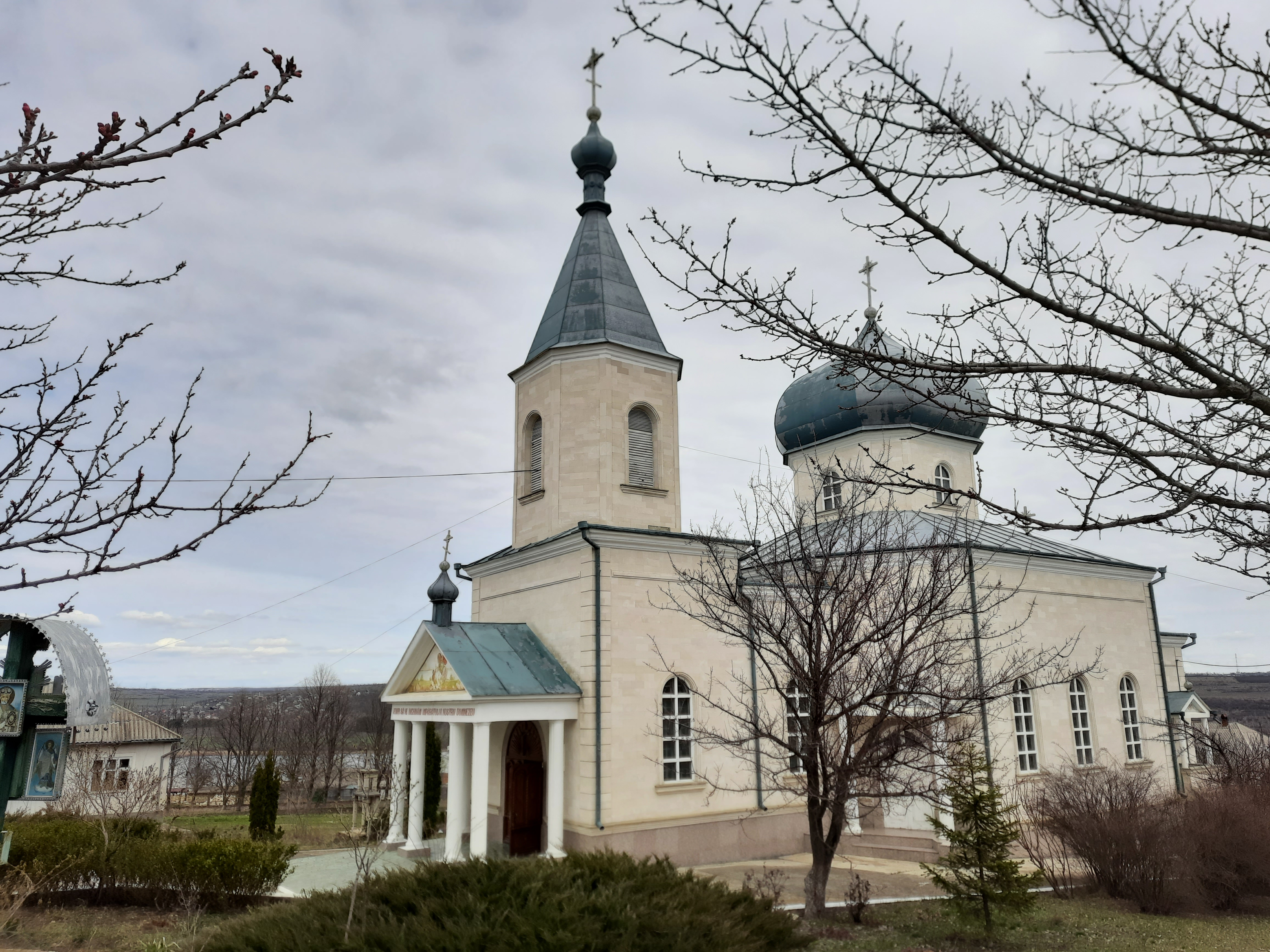
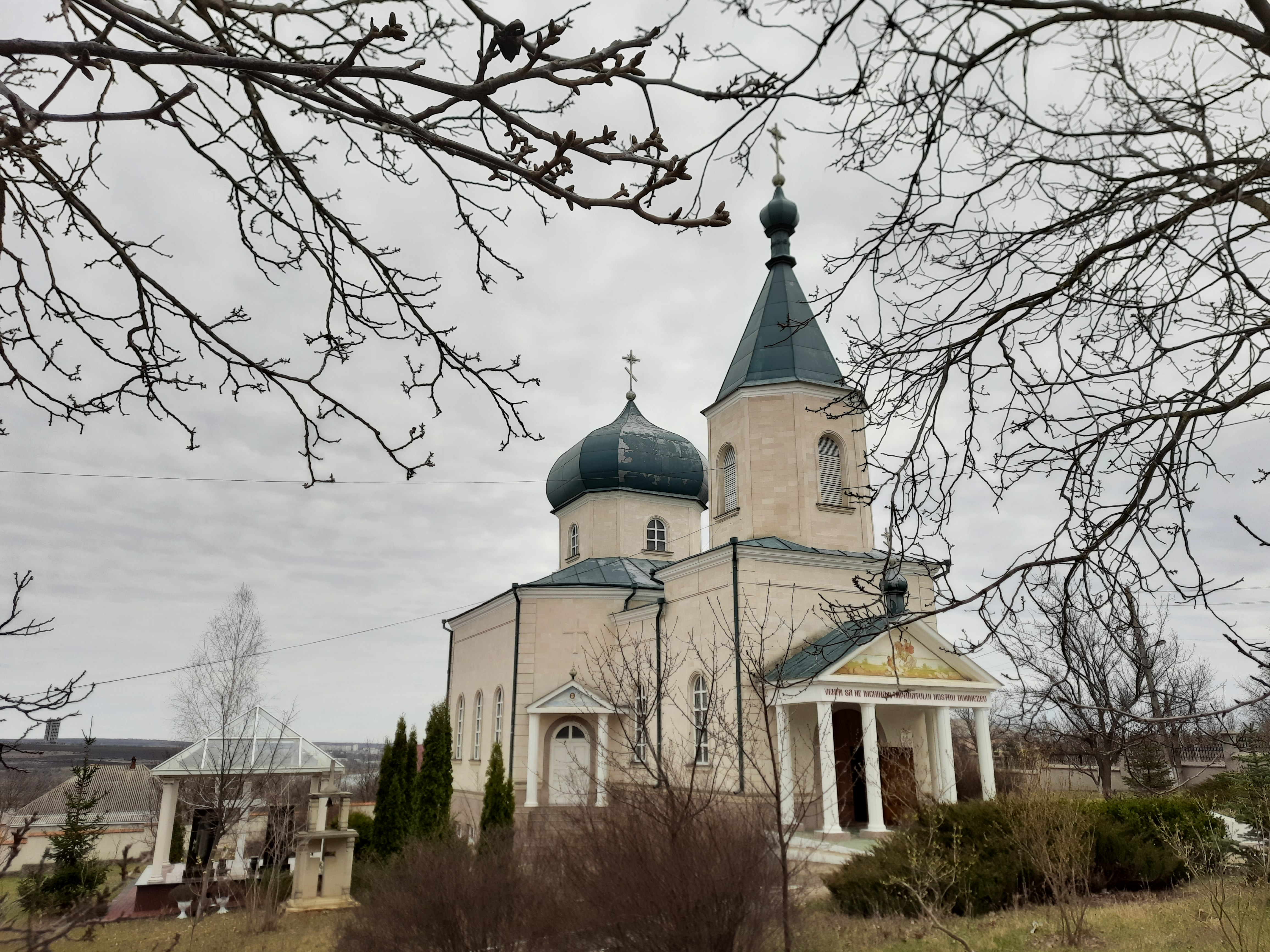
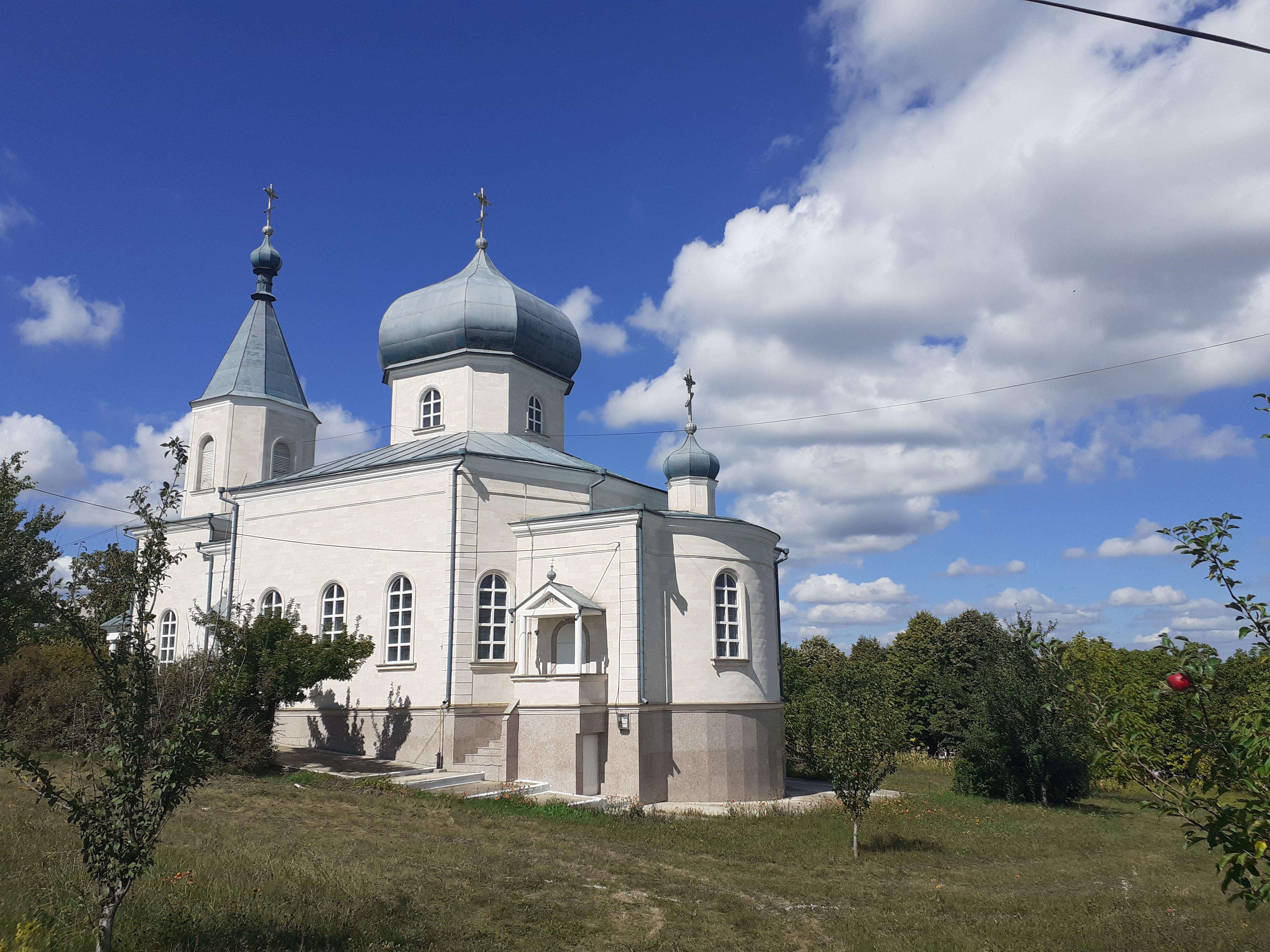
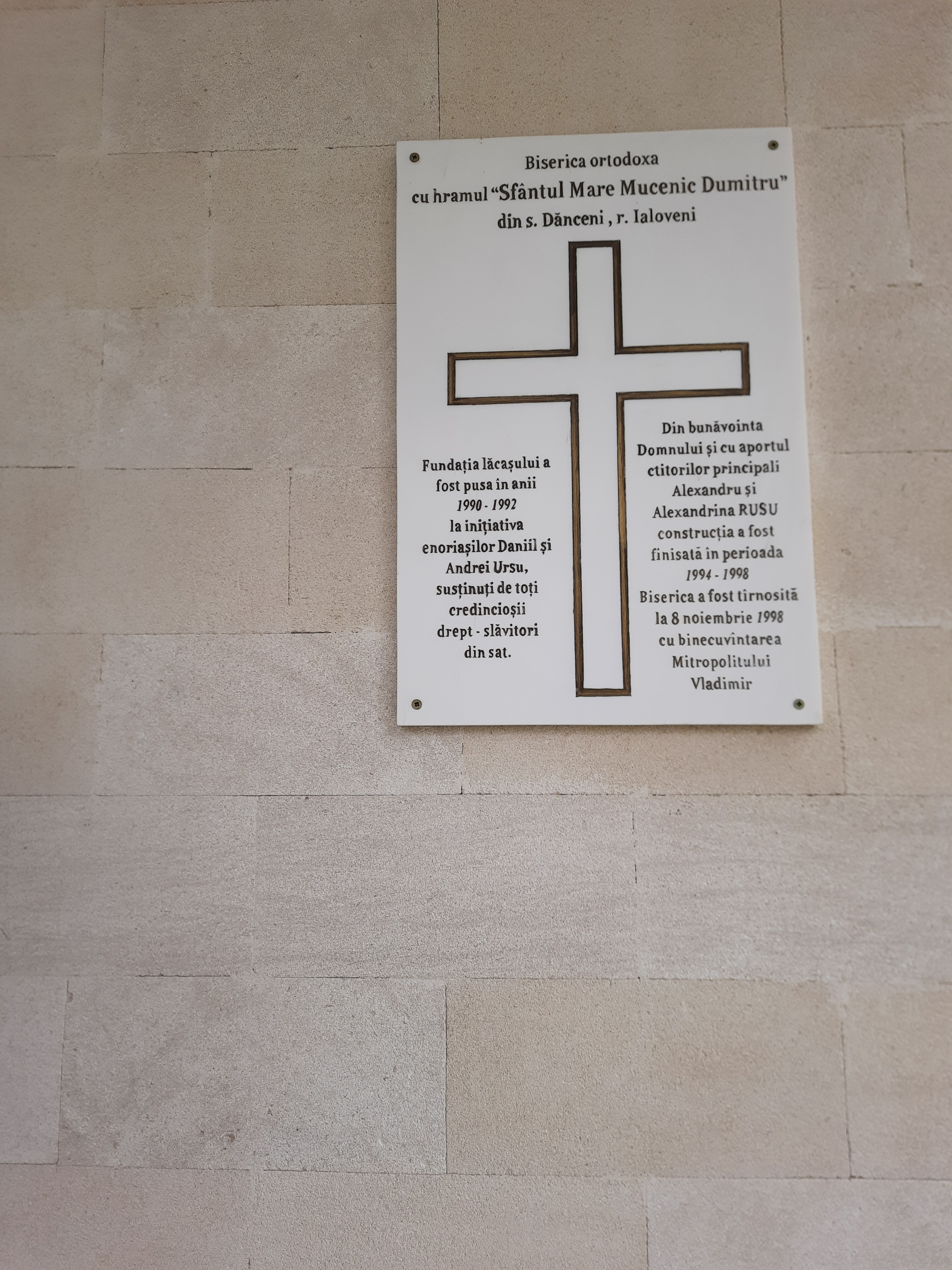

Biserica „Sfântul Dumitru” din localitate.
Alte locuri

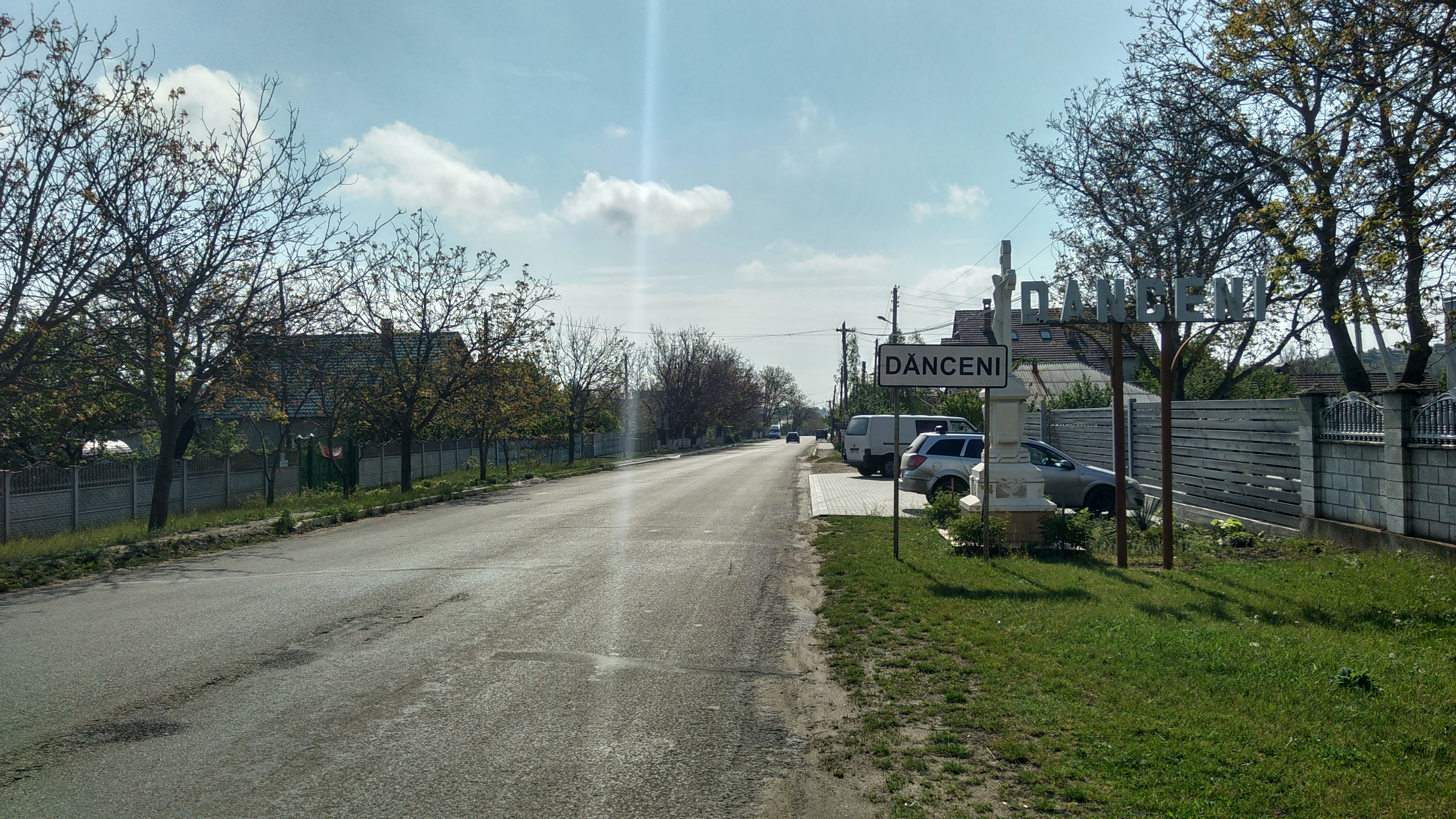
Intrarea în localitate
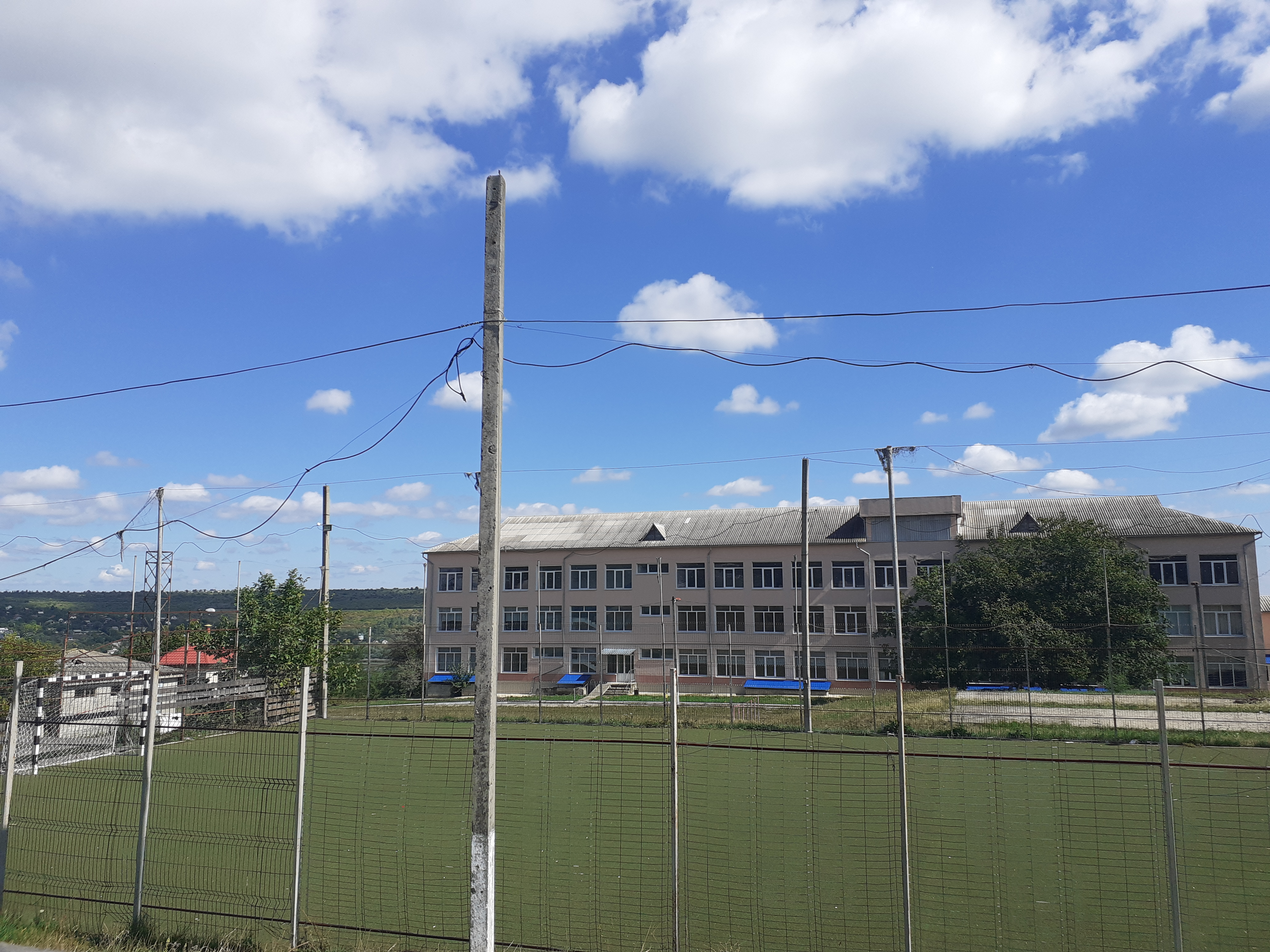
Gimnaziul „Alexandrina Rusu”
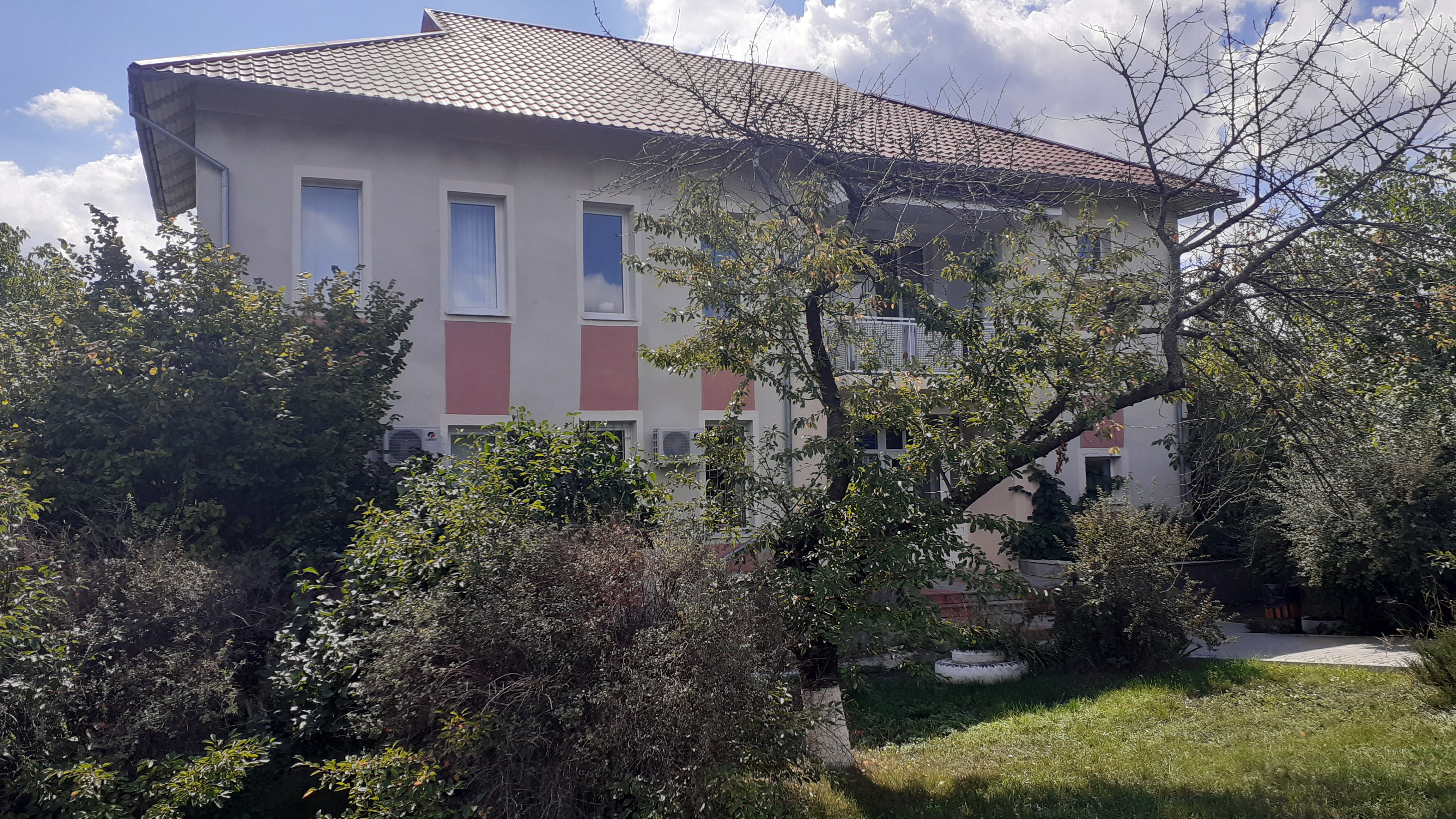
Centrul de sănătate
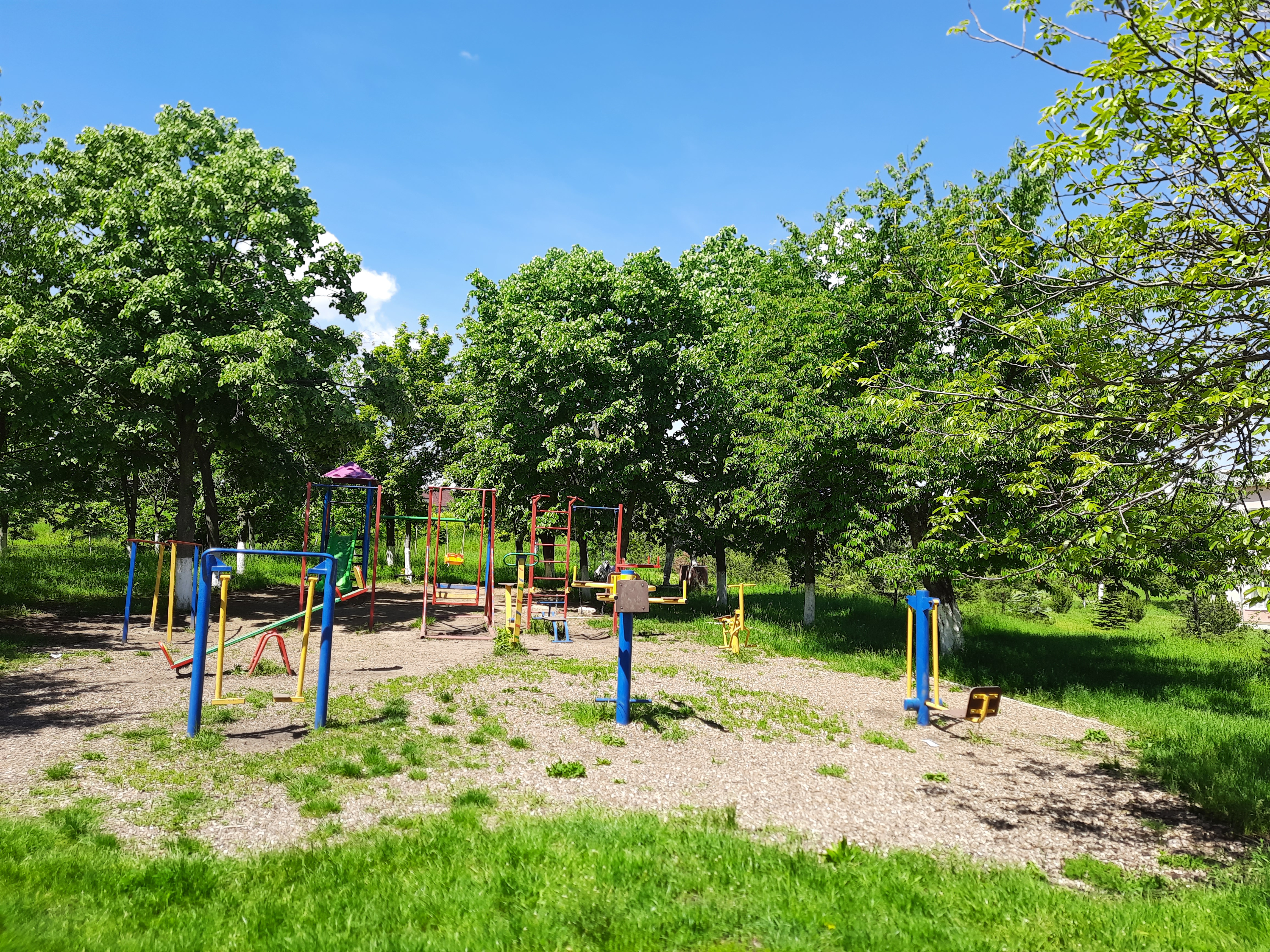
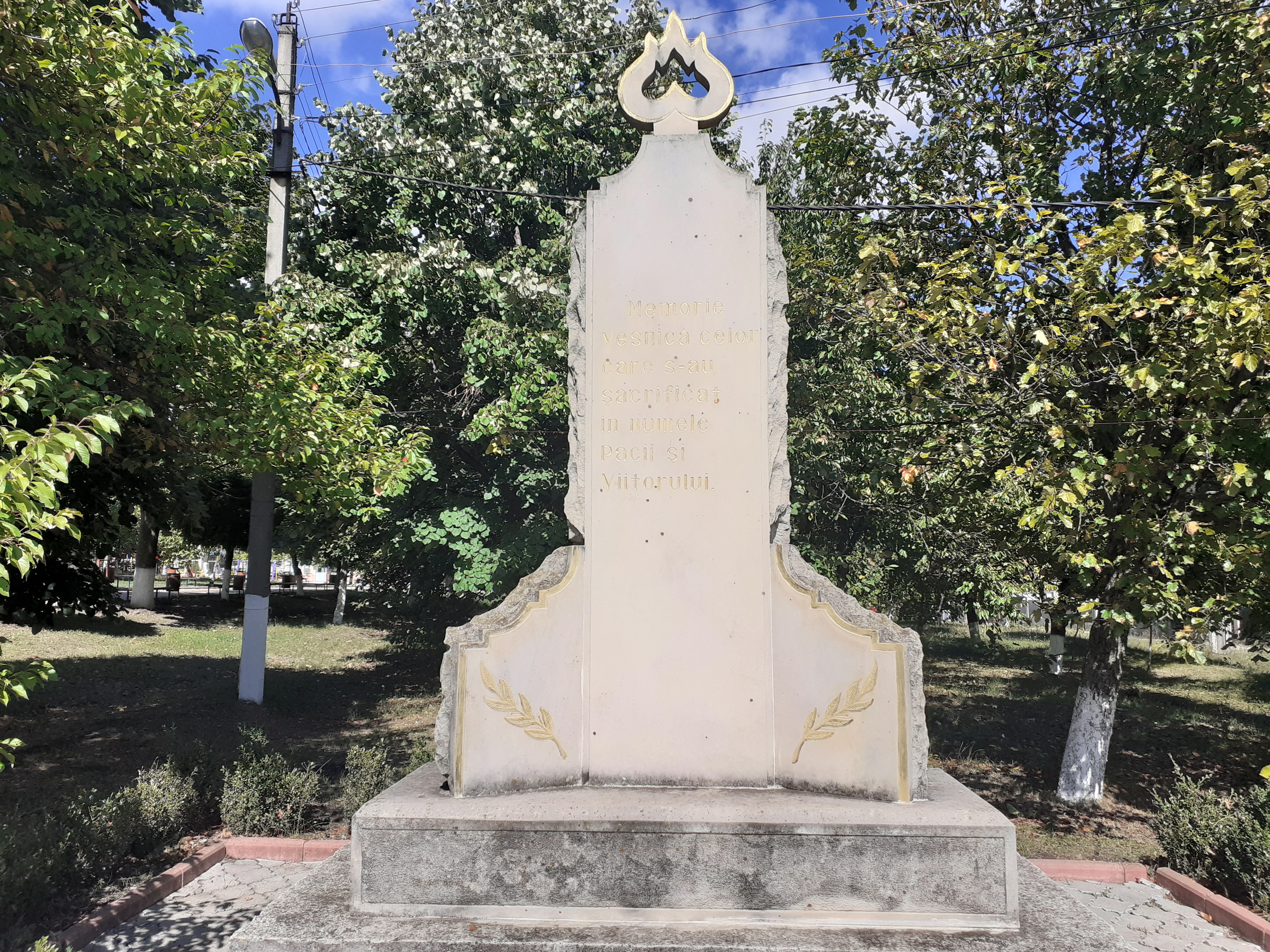
Monumentul în memoria celor care s-au sacrificat în numele Păcii și Viitorului.
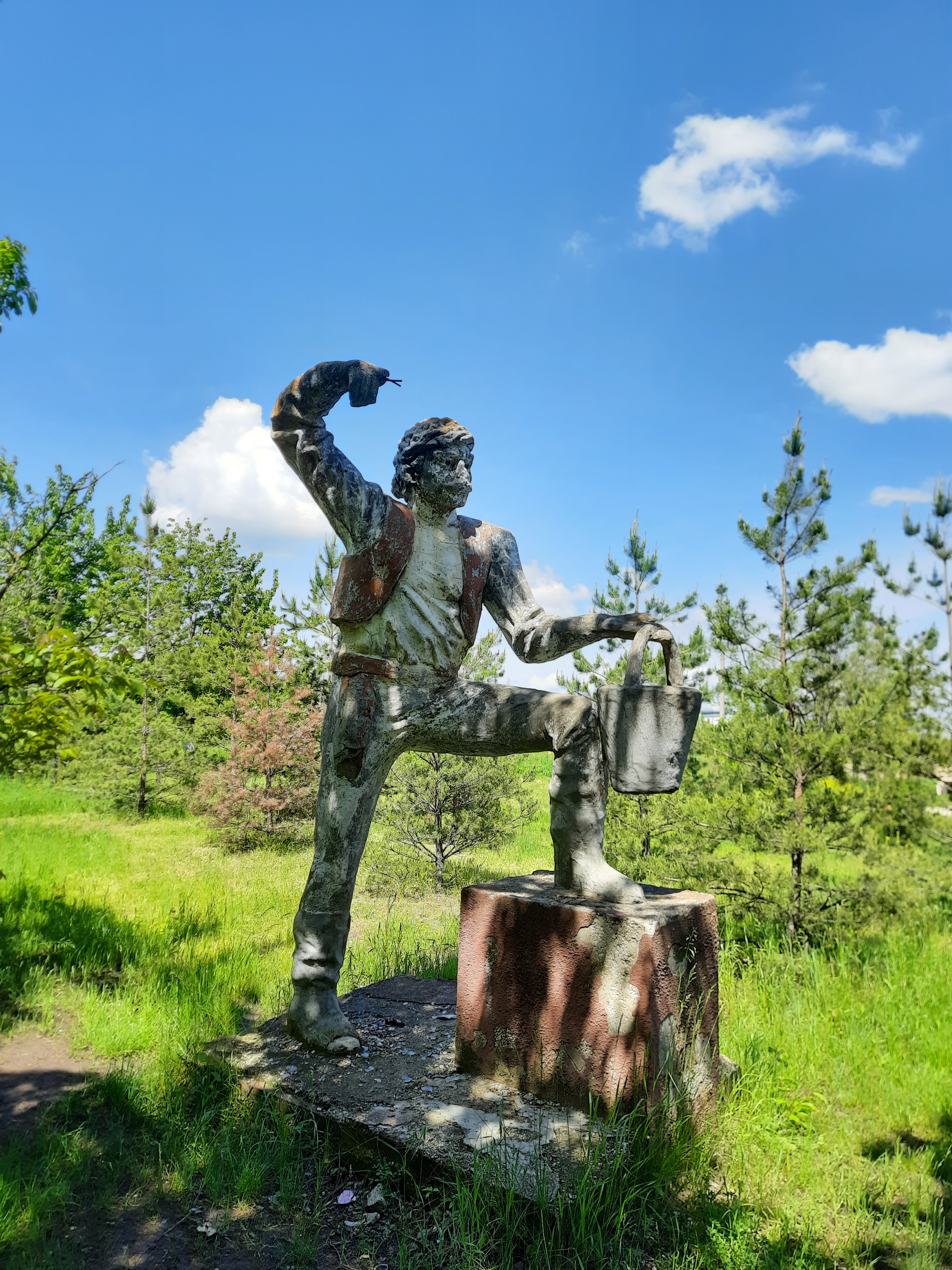
Sculptura viticultorului
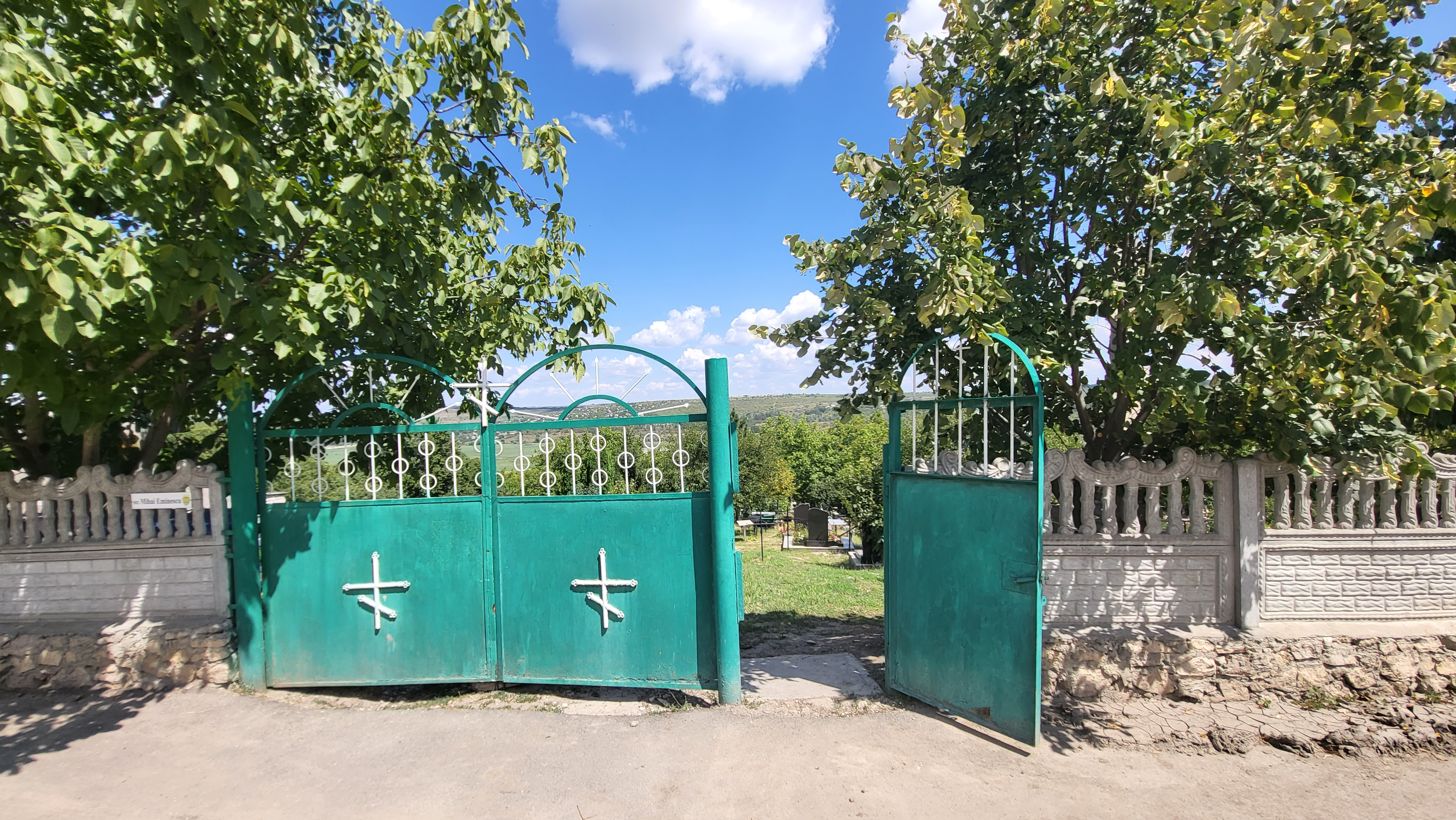
Cimitirul din sat.

Vederi panoramice

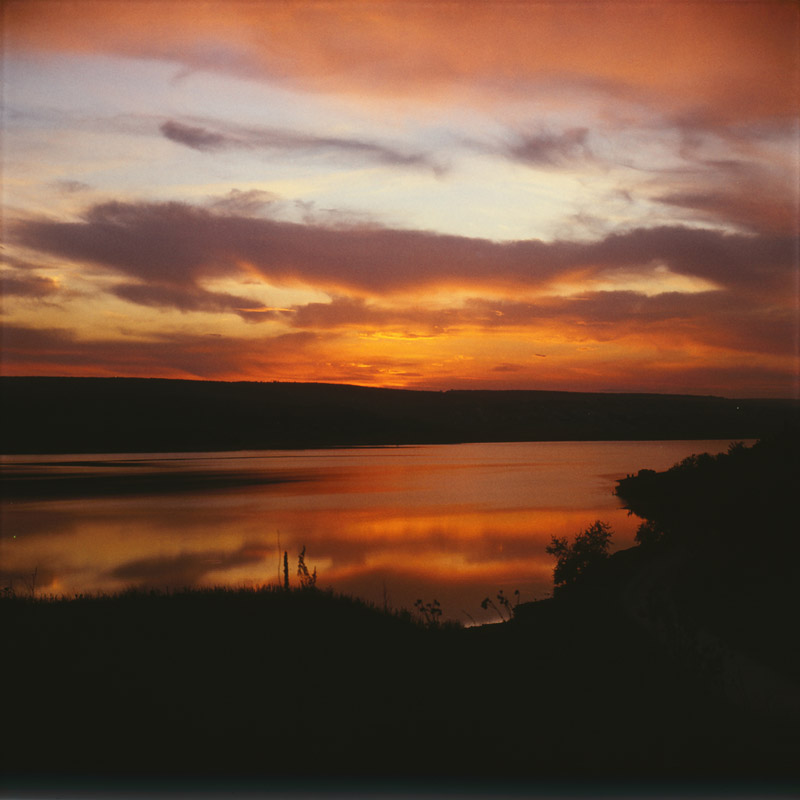
Lacul Dănceni văzut la apus (1980).
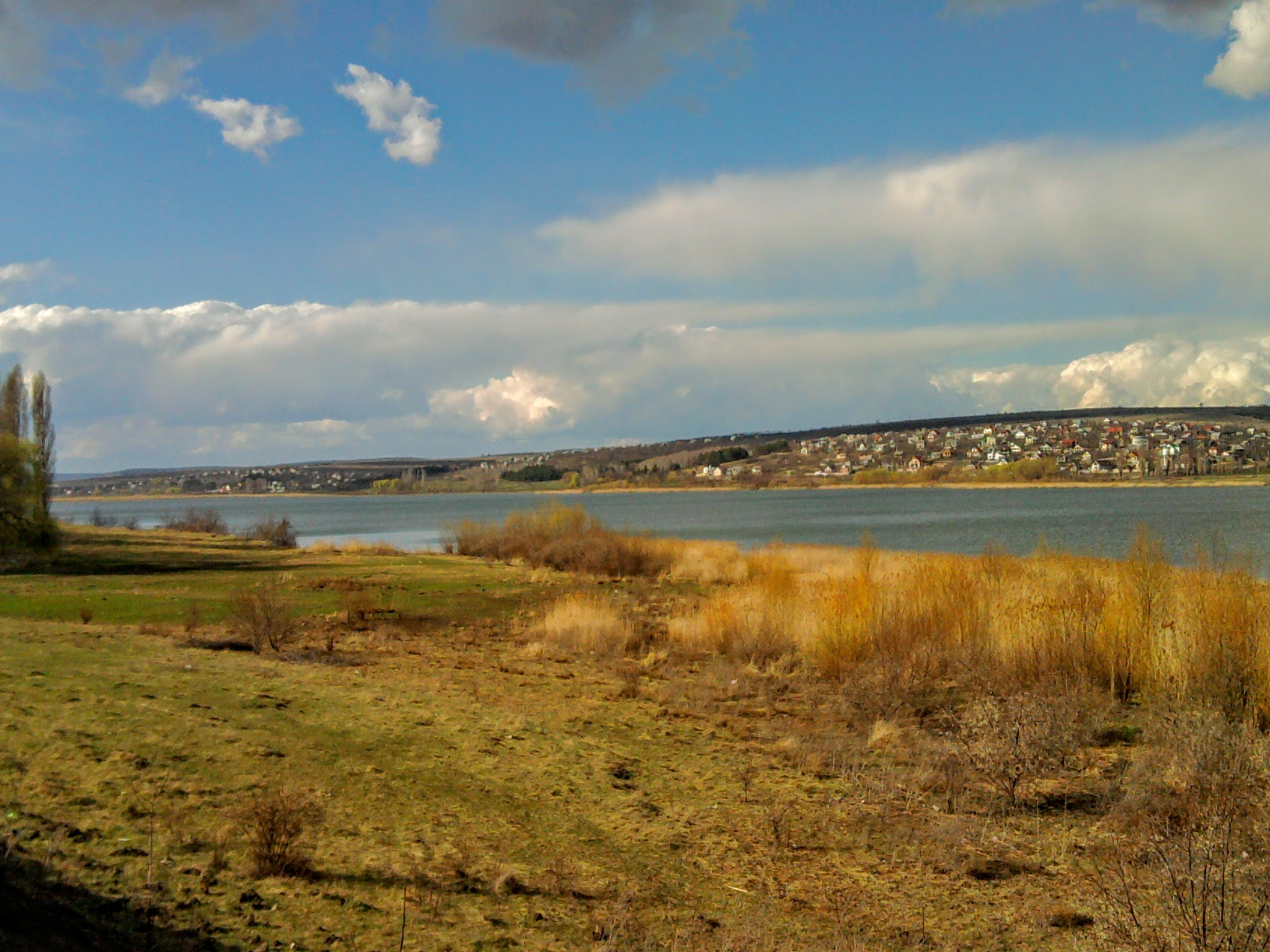
Același lac
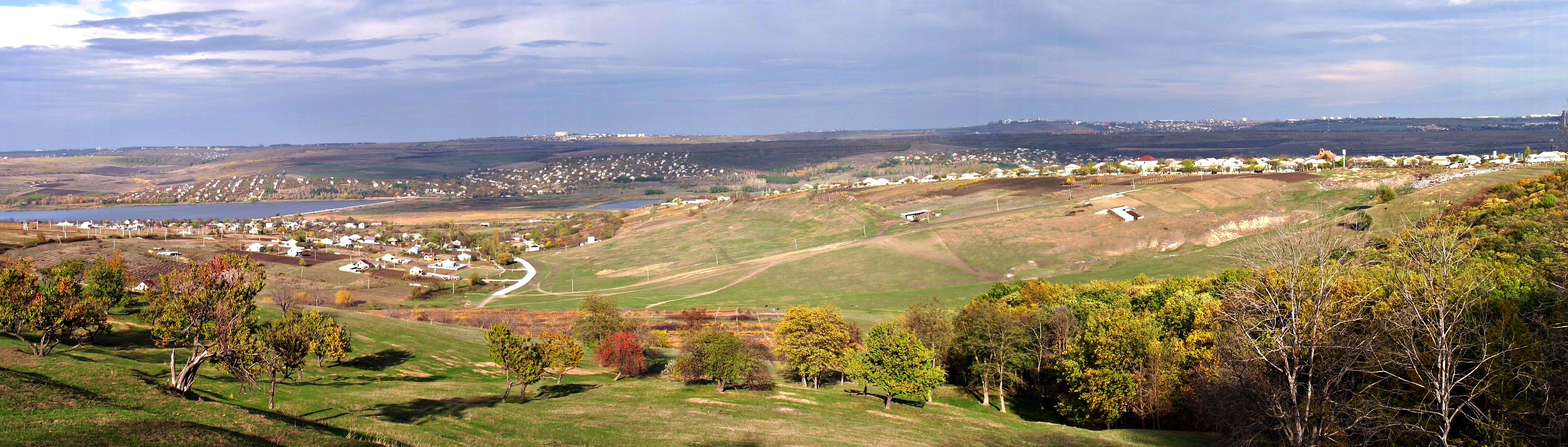
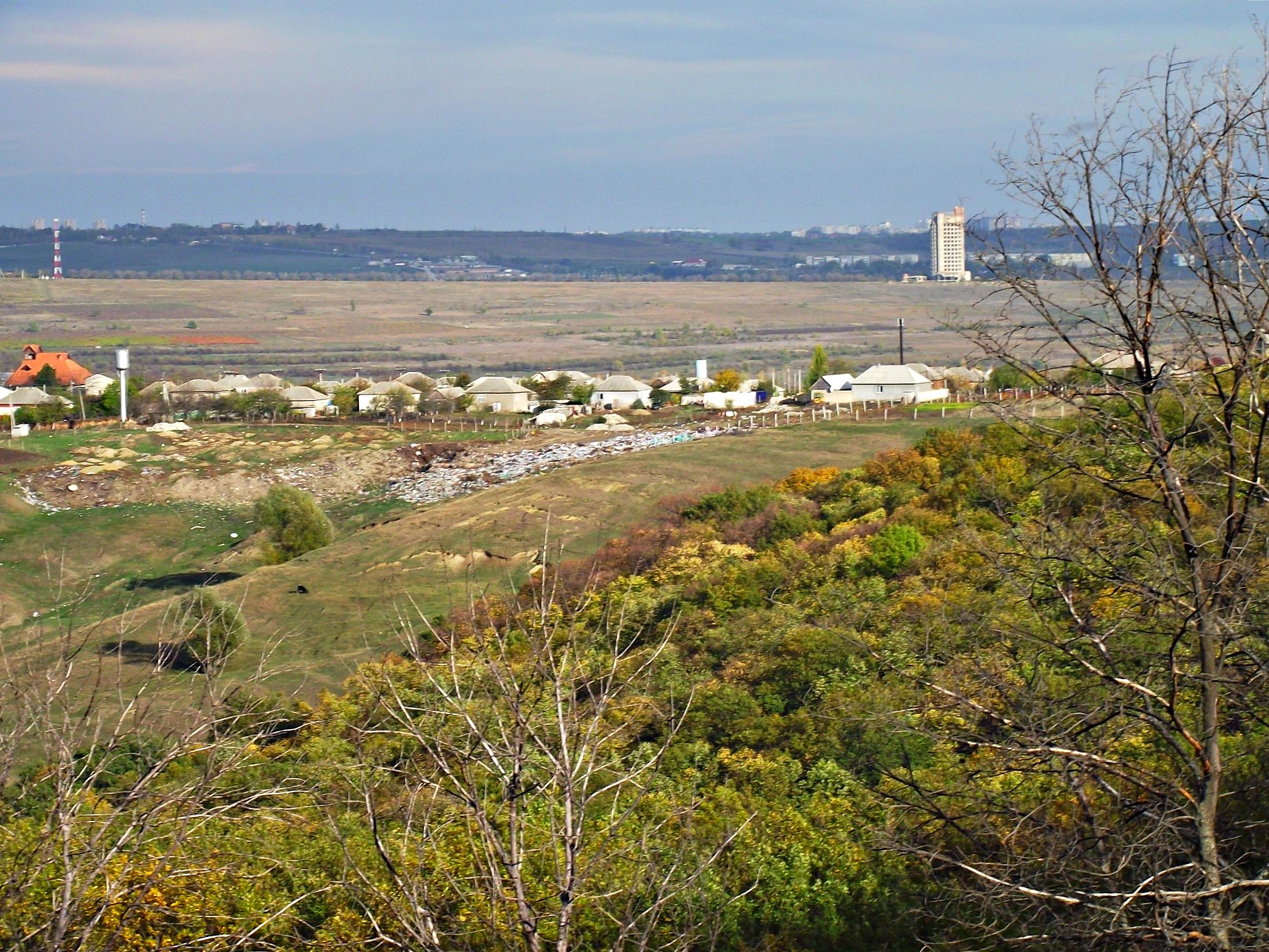
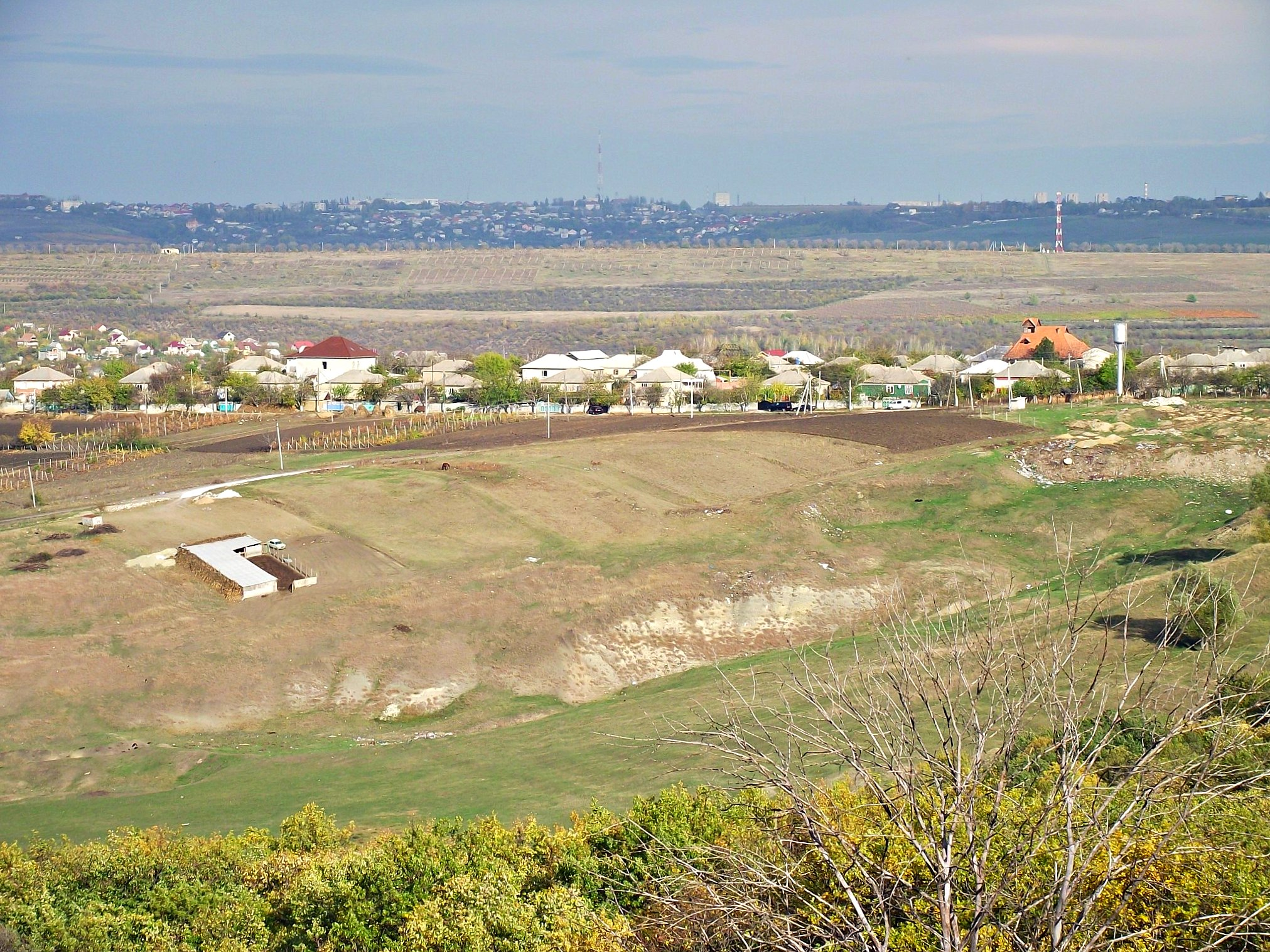
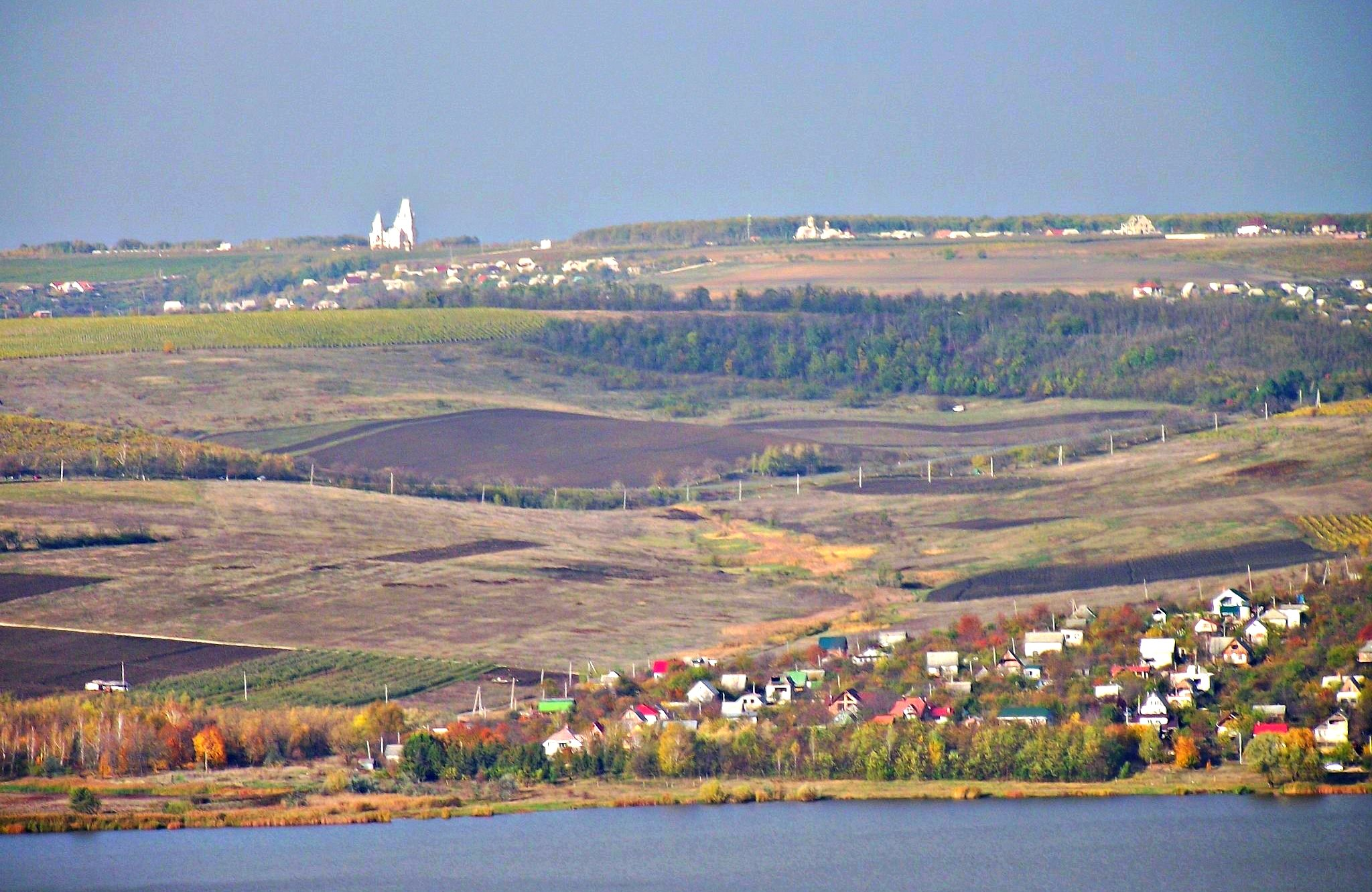

## Personalități
- Teodor Neaga (1878–1941), membru al Sfatului Țării.
- Andrei Vartic (1948–2009), scriitor, publicist, regizor de teatru și film.